# IM the Supervisor
IM the Supervisor è il quinto album del gruppo Psychedelic Trance Infected Mushroom pubblicato il 10 settembre 2004 da Brand New Entertainment.

## Il disco
Quest'album ritorna alle sonorità trance tipiche degli Infected Mushroom, abbandonando quelle sperimentali del secondo disco di Converting Vegetarians (2003).
È un ritorno momentaneo perché gli album successivi saranno influenzati anche da altri generi.

## Tracce
CD (Resist Records 10)
Testi e musiche di Infected Mushroom.
1. IM the Supervisor – 8:32
2. Ratio shmatio – 6:29
3. Muse Breaks Remix – 7:09 (Jonathan Dagan)
4. Meduzz – 6:42
5. Cities of the Future – 6:59
6. Horus the Chorus – 7:39
7. Frog Machine – 6:10
8. Noon – 6:07
9. Bombat – 8:17
10. Stretched – 7:22

Durata totale: 71:26